# 西松龍一
西松 龍一（にしまつ りゅういち、1903年〈明治36年〉- 2008年〈平成20年〉6月5日）は、日本の実業家。父親は、実業家の西松喬。配偶者は坂野鉄次郎の養子坂野紀美子。大阪市西区江戸堀生まれ。105歳で死去。

## 来歴
1903年に大阪市西区江戸堀に生まれる。両親はインド綿花輸入を扱う輸入商社西松商店を経営していた。大阪で2年から3年ほど過ごした後に、神戸市東灘区東明に移った。その後、御影師範学校附属の小学校に通い、1916年に卒業。その後、開学まで1年待ち、1917年に甲陽中学校（現在の甲陽学院中学校・高等学校）に1回生として入学。甲陽中学卒業後は、慶應義塾大学に進学した。その後、鐘紡に就職。1933年から1938年までヨーロッパ駐在員としてロンドン、ニューヨークに赴任した。戦後は、鐘淵商事、東洋綿花の常務取締役、東綿紡績の副社長、大阪回生病院の監査役、甲陽学院同窓会副会長、世話人などを歴任。

## 人物
父親の西松喬は、慶應義塾大学草創期の功労者である。甲陽中学時代はフットボールやテニス、慶應義塾時代はホッケーを嗜んだ。
鐘紡に入社して6年後に、最初の海外駐在員としてロンドンに派遣された。神戸港から門司・上海・香港・シンガポール・コロンボ・インド洋を経て、スエズ運河を通りナポリの次のマルセイユまで行き、マルセイユからは当時の汽車でパリ経由でドーバー海峡を汽船で渡り、ロンドンまで渡った。ヨーロッパ駐在員として一人で欧州全域を担当した。帰国後もアフリカから東南アジア全域を、敗戦まで飛び廻っていた。このような経験もあり、世界通である。
このように世界通であったこと、および父親の西松喬が三井関係者であったこともあり、三井物産の綿花部の流れを汲む東洋綿花などの要職に就く。海外拠点の再構築や繊維専門商社から総合商社への脱皮に貢献した。
甲陽中学校（現在の甲陽学院中学校・高等学校）の1回生である。自分の年次が甲陽の歴史と伝統を創造するのだという気概を持ち母校およびその同窓会を愛していた。1回生の中では、最も長生きだった。後進に対して甲陽学院同窓会の進むべき道・在り方・その心意気を薫陶した。「甲陽を宜しく頼む」という言葉を残している。
唐詩を好んだ。